# Кучерівська сільська рада
Куче́рівська сільська́ ра́да — колишній орган місцевого самоврядування у Глухівському районі Сумської області. Адміністративний центр — село Кучерівка.

## Загальні відомості
- Населення ради: 834 особи (станом на 2001 рік)

## Населені пункти
Сільській раді підпорядковані населені пункти:
- с. Кучерівка
- с. Харківка

## Склад ради
Рада складалася з 14 депутатів та голови.
- Голова ради: Гришанов Володимир Петрович
- Секретар ради: Маханькова Валентина Миколаївна

### Керівний склад попередніх скликань
| Прізвище, ім'я, по батькові | Основні відомості                                                                       | Дата обрання | Дата звільнення |
| --------------------------- | --------------------------------------------------------------------------------------- | ------------ | --------------- |
| Гришанов Володимир Петрович | Сільський голова, 1965 року народження, освіта середня спеціальна, безпартійний         | 26.03.2006   | 31.10.2010      |
| Гришанов Володимир Петрович | Сільський голова, 1965 року народження, освіта середня спеціальна, член Партії регіонів | 31.10.2010   |                 |

Примітка: таблиця складена за даними сайту Верховної Ради України